# Championnat de Suisse de hockey sur glace 1932-1933
Saison précédente Saison suivante
La saison 1932-1933 est la 24e saison du championnat de Suisse de hockey sur glace.

## Championnat national

### Qualification Est
- 18 décembre 1932, à Davos : HC Davos - HC Saint-Moritz 8-1

### Qualification Centre
- 15 décembre 1932, à Zurich : Zürcher SC - Grasshopper Club Zurich 6-1

### Qualification Ouest
Le HC Château-d'Œx se qualifie sans jouer.

### Ronde finale
Elle se dispute au Dolder de Zurich.
- 31 janvier 1933 : Zürcher SC - HC Davos 0-4
- 4 mars 1933 : HC Château-d'Œx - HC Davos 0-10
- 5 mars 1933 : Zürcher SC - HC Château-d'Œx 3-1

| Clt   | Équipe          | PJ | V | D | N | BP | BC | Diff | Pts |
| ----- | --------------- | -- | - | - | - | -- | -- | ---- | --- |
| +001, | HC Davos (T)    | 2  | 2 | 0 | 0 | 14 | 0  | +14  | 4   |
| +002, | Zürcher SC      | 2  | 1 | 1 | 0 | 3  | 5  | -2   | 2   |
| +003, | HC Château-d'Œx | 2  | 0 | 2 | 0 | 1  | 13 | -12  | 0   |

- En gras : champion de Suisse

Davos remporte le 7e titre de son histoire, le 5e consécutivement.

## Championnat international suisse
Ne limitant pas le nombre de joueurs étrangers, ce championnat n'est pas pris en compte pour le palmarès actuel des champions de Suisse.

### Zone Ouest
Le 15 janvier 1933, à Gstaad :
- Demi-finales :
  - Lycée Jaccard - Star Lausanne HC 2-0
  - HC Rosey Gstaad - HC Château-d'Œx 3-0

- Finale :
  - HC Rosey Gstaad - Lycée Jaccard 7-3

### Zone Centre
- Grasshopper Club Zurich - Akademischer EHC Zürich 5-0
- Akademischer EHC Zürich - Zürcher SC 2-1
- Grasshopper Club Zürich - Zürcher SC 2-1

| Clt   | Équipe                  | PJ | V | D | N | BP | BC | Diff | Pts |
| ----- | ----------------------- | -- | - | - | - | -- | -- | ---- | --- |
| +001, | Grasshopper Club Zurich | 2  | 2 | 0 | 0 | 7  | 1  | +6   | 4   |
| +002, | Akademischer EHC Zürich | 2  | 1 | 1 | 0 | 2  | 6  | -4   | 2   |
| +003, | Zürcher SC              | 2  | 0 | 2 | 0 | 2  | 4  | -2   | 0   |

- En gras : qualifié pour la finale

### Zone Est
Le 15 janvier 1933 :
- HC Davos - HC Saint-Moritz 3-1

### Poule finale
- Grasshopper Club Zurich - HC Davos 2-0
- HC Rosey Gstaad - Grasshopper Club Zurich 1-8
- HC Davos - HC Rosey Gstaad 16-0

| Clt   | Équipe                  | PJ | V | D | N | BP | BC | Diff | Pts |
| ----- | ----------------------- | -- | - | - | - | -- | -- | ---- | --- |
| +001, | Grasshopper Club Zurich | 2  | 2 | 0 | 0 | 10 | 1  | +9   | 4   |
| +002, | HC Davos (T)            | 2  | 1 | 1 | 0 | 16 | 2  | +14  | 2   |
| +003, | HC Rosey Gstaad         | 2  | 0 | 2 | 0 | 1  | 24 | -23  | 0   |

- En gras : vainqueur du championnat international